# Алтайэнергосбыт
Алтайэнергосбыт — российская энергосбытовая компания. Полное наименование — Акционерное общество «Алтайэнергосбыт».
Энергокомпания создана 6 июля 2006 года.
В 2007 году Обществу присвоен статус гарантирующего поставщика на территории Алтайского края и Республики Алтай.

## Собственники и руководство
Единственным акционером АО «Алтайэнергосбыт» является ПАО «Интер РАО» — диверсифицированный энергетический холдинг, управляющий активами в России, а также в странах Европы и СНГ.
Генеральный директор АО «Алтайэнергосбыт» — Нагорнов Валерий Анатольевич.

## Деятельность
Территория обслуживания АО «Алтайэнергосбыт» охватывает 2 субъекта РФ — Алтайский край и Республику Алтай. Доля компании на рынке сбыта электроэнергии на I полугодие 2019 года в Алтайском крае составляет — 44,14 %, в Республике Алтай — 100 %.
На обслуживании АО «Алтайэнергосбыт» находится более 14,1 тыс. потребителей — юридических лиц и более 448,4 тыс. потребителей — физических лиц.
Объём реализации электроэнергии за 2021 год составляет 4,354 млрд кВт⋅ч.
Чистая прибыль по итогам 2021 года составила 0,6 млрд рублей.

## Сеть представительств
В компании действует разветвлённая филиальная сеть, состоящая из 8 территориальных отделений, 1 филиала (г. Горно-Алтайск, Республика Алтай) и 75 офисов обслуживания, расположенных во всех городах и районах регионов присутствия.

## История
В 1960 году Решением Алтайского Совнархоза было создано РЭУ «Барнаулэнерго». Оно включало в себя генерацию и сетевое хозяйство: Барнаульскую ТЭЦ-1, 1, турбины строящейся Барнаульской ТЭЦ-2 и двухцепную ВЛ 35 кВ, связывающую две этих станции.
В 1993 году производственное объединение «Барнаулэнерго» преобразовано в ОАО «Алтайэнерго» в составе РАО «ЕЭС России». В структуру предприятия входили: ТЭЦ-1, ТЭЦ-2, ТЭЦ-3, Барнаульская теплоцентраль, а также филиалы электрических сетей и энергосбыт.
В декабре 2005 года Совет директоров ОАО РАО «ЕЭС России» принял решение о реформировании ОАО «Алтайэнерго».
В результате в 2006 году ОАО «Алтайэнергосбыт» возникло как самостоятельная организация. В октябре компания начинает свою оперативную деятельность, в том числе работу на Оптовом рынке электроэнергии и мощности.
В 2009 году ОАО «Алтайэнергосбыт» развивает новое направление деятельности — разработка проектов внедрения и установки АИИСКУЭ на предприятиях.
А с 2010 года компания оказывает дополнительные (энергосервисные) услуги юридическим и физическим лицам в клиентских офисах во всех городах и районах Алтайского края и Республики Алтай.
18 января в 2011 году был открыт первый Центр энергосбережения на Алтае, который является центральной площадкой региона по пропаганде энергосбережения. На его базе проводятся занятия по энергоэффективному образу жизни с учащимися школ, руководителями бюджетных учреждений, руководителями управляющих компаний и ЖКХ г. Барнаула, выставки энергосберегающего оборудования, семинары, круглые столы по вопросам энергоэффективности, автоматизированного учёта и т. д.
В 2011 году 100% акций ОАО «Алтайэнергосбыт» приобретает ОАО «ИНТЕР РАО ЕЭС».
В 2015 году в соответствии с нормами главы 4 Гражданского кодекса Российской Федерации зарегистрированы изменения в наименовании юридического лица. Теперь полное фирменное название Общества: Акционерное общество «Алтайэнергосбыт».